# Port de Lille (stacja metra)
Port de Lille – stacja metra w Lille, położona na linii 2. Znajduje się w Lille, w dzielnicy Vauban Esquermes. Stacja obsługuje port rzeczy Lille.
Została oficjalnie otwarta 1 kwietnia 1989. 